# Рицу Доан
Рицу Доан  (на японски: 堂安律)  (роден на 16 юни 1998 г. (в Амагасаки, Япония) е японски футболист, полузащитник, състезател на Айнтрахт Франкфурт и националния отбор на Япония.  

### Успехи
Отборни
ПСВ Айндховен
- Купа на Нидерландия (1): 2021/22